# بين باترسون (سياسي)
بين باترسون (بالإنجليزية: Ben Patterson)‏ هو سياسي بريطاني، ولد في 21 أبريل 1939. نشط حزبياً في حزب المحافظين. في انتخابات البرلمان الأوروبي 1979، انتخب عضو في البرلمان الأوروبي عن دائرة Kent West (European Parliament constituency) ‏ لترشحه ضمن قائمة حزب المحافظين، وقد انضم خلال فترته النيابية (17 يوليو 1979 – 23 يوليو 1984) للكتلة البرلمانية الكتلة البرلمانية لحزب الشعب الأوروبي وفي انتخابات البرلمان الأوروبي 1984، انتخب عضو في البرلمان الأوروبي عن دائرة Kent West (European Parliament constituency) ‏ لترشحه ضمن قائمة حزب المحافظين، وقد انضم خلال فترته النيابية (24 يوليو 1984 – 24 يوليو 1989) للكتلة البرلمانية الكتلة البرلمانية لحزب الشعب الأوروبي وفي انتخابات البرلمان الأوروبي 1989، انتخب عضو في البرلمان الأوروبي عن دائرة Kent West (European Parliament constituency) ‏ لترشحه ضمن قائمة حزب المحافظين، وقد انضم خلال فترته النيابية (25 يوليو 1989 – 18 يوليو 1994) للكتلة البرلمانية الكتلة البرلمانية لحزب الشعب الأوروبي.